# Французька футбольна федерація
Французька футбольна федерація (фр. Fédération française de football (FFF)) — організація, що здійснює контроль і управління футболом у Франції. Заснована у 1919 році. 
Офіс розташований в Парижі. Під егідою федерації проводяться змагання з футболу серед чоловіків (Ліга 1 і Ліга 2) та жінок, а також збірні команди з футболу, серед яких і головна збірна країни та дівоча збірна.
Французька федерація разом з федераціями Італії та Бельгії були ініціаторами створення УЄФА.
Французька футбольна федерація також здійснює управління дочірніми федераціями, які розташовані на її заморських територіях, що контролюють виступи таких збірних:
- Збірна Гваделупи з футболу
- Збірна Французької Гвіани з футболу
- Збірна Мартиніки з футболу
- Збірна Сен-Мартену з футболу
- Збірна Реюньйону з футболу
- Збірна Нової Каледонії з футболу
- Збірна Таїті з футболу